# Wohn- und Geschäftshaus Neuenlander Straße 16
Das Wohn- und Geschäftshaus Neuenlander Straße 16 in Bremen-Neustadt, Ortsteil Neustadt, Neuenlander Straße 16 und Langemarckstraße (damals Meterstraße) 308/310, stammt von 1930.
Das Bauwerk steht seit 2018 unter Bremischen Denkmalschutz.

## Geschichte
Das viergeschossige verputzte Gebäude mit  Mietwohnungen wurden 1930 nach Plänen von Adrian Albrecht für den Kolonialwaren- und Delikatessenhändler Hermann Schefuß an einer städtebaulich besonderen Lage am südlichen Eingang zur Neustadt gebaut. Die Neuenlander Straße war eine schmale Landstraße, deren Ausbau bereits vorgesehen war und auf deren südlichen  Straßenseite lag schon ein kleines Industriegebiet. Die Volksschule an der nahen Delmestraße wurde 1931 errichtet.
Das Landesamt für Denkmalpflege Bremen befand: „Dem Architekten Adrian Albrecht gelang es, mit dem Wohn- und Geschäftshaus … die zeitgemäß modernen Gestaltungsformen der Neuen Sachlichkeit in einer ausgewogenen Proportionierung und überzeugenden Detailgestaltung umzusetzen.“